# Cathie Vix-Guterl
Cathie Vix-Guterl, née en 1965, est une chimiste française et directrice de recherche au CNRS.

## Biographie
Cathie Vix-Guterl obtient un diplôme d'ingénieur de l'école européenne des hautes études des industries chimiques de Strasbourg en 1988. En 1991, elle soutient une thèse de chimie physique au Centre de recherche sur la physico-chimie des surfaces solides de Mulhouse,.
En 2002, elle devient responsable de l'équipe Carbones et matériaux hybrides du CNRS. Elle y étudie les matériaux carbonés, céramiques et hybrides à base de carbone.
De 2007 à 2009, elle est directrice adjointe de l'Institut de chimie des surfaces et interfaces de Mulhouse.
En 2009, elle devient directrice de l'Institut de sciences et matériaux de Mulhouse, nouvellement créé à partir de la fusion de plusieurs instituts locaux. En 2012, elle devient la responsable scientifique de l'institut auprès du Réseau sur le stockage électrochimique de l’énergie. Elle s’intéresse aux matériaux carbonés des électrodes des batteries lithium-ion ou sodium-ion et des supercondensateurs et à l’amélioration de leurs performances et leur fonctionnement.
En 2011, elle fonde le Materials Institute Carnot Alsace, ou Mica, un des 34 instituts Carnot français,.
En décembre 2017, elle est nommée au Conseil national de l’industrie en qualité de personnalité qualifiée.

## Prix et distinctions
Le 14 juin 2016, elle reçoit la médaille de l'innovation du CNRS,. Elle est faite chevalier de la Légion d'honneur en 2018.